# Amálie
Amálie (deutsch Amalienhof) ist eine Einschicht der Gemeinde Ruda in Tschechien. Sie liegt neun Kilometer östlich von Rakovník und gehört zum Okres Rakovník. 

## Geographie
Amálie befindet sich auf einer größeren Lichtung inmitten des Pürglitzer Waldes in 440 m ü. M. am Brejlský potok. Östlich führt die Staatsstraße 236 von Roztoky nach Lány vorbei. Entlang der Straße und im Tal der Klíčava sind Reste der Pferdebahn Prag–Lana erhalten.
Nachbarort ist Nový Dům im Südwesten. Amálie besteht aus einer Fasanerie und einer Jagdhütte mit Wirtschaftshof, die zum Sommersitz des tschechischen Präsidenten auf Schloss Lány gehört.

## Geschichte

### Fasanerie
Zwischen 1858 und 1860 ließ der Besitzer des Pürglitzer Waldes Karl Egon II. zu Fürstenberg im Waldstück Buková durch den Jagdinspektor Schmied eine Fasanerie anlegen, die ein Terrain von 80 ha umfasste und den Namen nach der Ehefrau des Fürsten, Amalie von Baden, erhielt. Dabei sollten die Vögel in ihrer natürlichen Umgebung aufwachsen. Ab 1890 wurde zu einer künstlichen Aufzucht unter der Leitung des Fasanenzüchters Fiebitze übergegangen, da die intensive Jagd den Fasanenbestand stark zurück gegen ließ. Die aus England importierten Ringfasaneneier wurden in einer neu errichteten Fasanenaufzuchtstation durch Truthennen und Hühner ausgebrütet. Im Laufe der Zeit wurde so aber auch der einheimische Fasanenbestand durch englische Vögel verdrängt.
Um zu unterbinden, dass die Einwohner von Nový Dům und anderer Dörfer über das Gelände liefen, es befuhren oder zum Schaftrieb benutzten, wurde es im Jahre 1900 umzäunt. 1906 wurde die Aufzucht in die Remise Unter den fünf Eichen beim Hegerhaus Štýlovna verlegt, da durch die freifliegenden Fasane Parasiten eingeschleppt worden waren. In den Jahren des Ersten Weltkrieges wurde die Zucht eingestellt und die Population ging auch dadurch zurück, dass die Fütterung eingestellt wurde und die freilebenden Tiere Wildschützen zum Opfer fielen oder ihnen als landwirtschaftliche Schädlinge nachgestellt wurde.
Nach dem Zusammenbruch der Monarchie und Gründung der Tschechoslowakei lag die Fasanerie weiter darnieder, da die Dorfbewohner wegen der anstehenden Verstaatlichung der Besitztümer der Fürstenberger das Wild als Allgemeingut betrachteten. 1921 wurde Amálie zusammen mit den anderen Grundstücken der Herrschaft Lana zum Sommersitz des tschechoslowakischen Präsidenten. Der Großgrundbesitz Křivoklát wurde 1929 in Staatseigentum überführt und die Fasanerie der Zentraldirektion der Staatsforsten und Staatsgüter beim Landwirtschaftsministerium angegliedert. Ab dieser Zeit erfolgten in Amálie Fasanen- und Hasenjagden für Staatsgäste und um die Remise Unter den fünf Eichen fand die jährliche Hauptjagd statt.

### Jagdhütte
Die massive Jagdhütte Amálie wurde in den 1930er-Jahren im Auftrag des Landwirtschaftsministeriums durch den Architekten Josef Grus errichtet. Die erste Etage wurde für die Übernachtung der Jagdgäste konzipiert, sie besteht aus Holz und wurde mit wertvollem Mobiliar ausgestattet.
Während der deutschen Besatzung waren in der Hütte anlässlich von Jagden verschiedene Vertreter der Reichsverwaltung von Ministern bis zu Reichsprotektoren zu Gast. Nach dem Zweiten Weltkrieg wurde sie der Sommersitz des Landwirtschaftsministers und war den Staatsgütern in Rakovník angegliedert. Zum 1. April 1954 erfolgte auf Wunsch der Kanzlei des Präsidenten die Übertragung der Rechtsträgerschaft der gesamten Liegenschaft Amálie, die seitdem als Jagdschlösschen des Präsidenten geführt wurde. 
Bis 1989 war die Hütte unzugänglich, seit dieser Zeit dient sie auch als Stätte lockerer Gespräche des Präsidenten mit Persönlichkeiten aus den verschiedensten gesellschaftlichen Bereichen.